# Michel Guemart
Michel Guemart (Forlì, 18 marzo 1983) è un ex pallavolista italiano.

## Carriera
La carriera di Michel Guemart inizia nella squadra della sua città, il Volley Forlì, con cui disputa diversi campionati di Serie A2; entra anche nell'orbita della nazionale under 20 maschile, ottenendo la medaglia d'oro al campionato europeo di categoria nell'edizione 2002. Rimane a Forlì fino al campionato 2007-08, con una parentesi ai Volley Lupi Santa Croce, prima di trasferirsi al Volley Segrate 1978, dove conquista la promozione dalla Serie B1 alla Serie A2.
L'esordio nel massimo campionato italiano arriva nel 2011-12, con la maglia della Top Volley di Latina, dove rimane per due anni, prima di trasferirsi al Volley Tricolore Reggio Emilia; diventato capitano della squadra, ottiene la promozione in Serie A2 e la Coppa Italia di Serie B1.
Nella stagione 2015-16 è in Serie C con il Volley Ball Club Calci.

## Palmarès

### Club
- Coppa Italia di Serie B1: 1

2013-14

### Nazionale (competizioni minori)
- Campionato europeo under 20 2002